# Kodomo
Kodomo (子供 kodomo, barn) er en genre indenfor anime og manga, der er specielt rettet mod børn i alderen fem til otte år. Kodomo-manga udgives i magasiner for børn og har mange furigana som læsehjælp. I modsætning til serier for ældre læsere, så som shounen for drenge og shoujo for piger, skelnes der ikke mellem køn i målgruppen for kodomo-manga.
Da moderne manga kom frem efter anden verdenskrig, var næsten alle serier rettet mod børn, og der fandtes derfor kun få magasiner, der var rettet mod børn som sådan. En af de første var The Kodomo Manga Shimbun fra 1946. Fra 1960'erne blev der i stigende grad lavet manga for ældre læsere, så fra 1970'erne blev det aktuelt med magasiner kun for børn. Det mest betydningsfulde af dem er CoroCoro Comic, hvor en af de vigtigste serier indenfor genren, Doraemon, blev udgivet. Et andet vigtigt magasin var Comic BomBom, der dog gik ind i 2007. Magasinerne reklamerer ofte for eller har merchandise relateret til serierne. Før der fandtes mangamagasiner for børn, blev kodomo først og fremmest offentliggjort i blandede magasiner, hvor manga kun udgjorde en del, og hvor der også var meget undervisningsstof. Siden 1990'erne benyttes kodmo-manga i større grad også selv til undervisning og opdragelse, for eksempel ved gengivelse af eventyr, børnebøger og biografier.
Udover Doraemon hører Hamtaro, Pokémon og Dr. Slump til de kendte eksempler.
Ved de årlige Shougakukan Mangapris og Kodansha Mangapris er der også en kategori for kodomo-manga.